# Geórgios Georgíou (homme politique chypriote, 1957)
Pour les articles homonymes, voir Georgios Georgiou.
Geórgios Georgíou (grec moderne : Γεώργιος Γεωργίου), né le 9 octobre 1957 à Peristeronopigí dans le district de Famagouste, est un avocat et homme politique chypriote, membre du Rassemblement démocrate.